# Sheezus
Sheezus ist das dritte Studioalbum der britischen Pop-Sängerin Lily Allen.
Es ist der erste Tonträger der Sängerin nach ihrer verkündeten Musikpause 2010.

## Zum Album
Am 20. Juni 2012 teilte die Sängerin mit, dass sie zusammen mit Greg Kurstin an neuer Musik arbeiten würde. Allen wollte nach ihrer Hochzeit auch ihren Künstlernamen zu Lily Cooper ändern, dieses Anliegen wies ihre Plattenfirma jedoch ab, da man befürchtete, dass der Erfolg des zukünftigen Albums unter der Namensänderung leiden könnte.
Im Dezember 2013 wurde die Sängerin als neueste Künstlerin des Warner Bros. Records Labels angekündigt, da ihre alte Plattenfirma Parlophone von jener übernommen wurde. Im Februar 2014 gab Allen in einem Interview in der Graham Norton Show Sheezus als den Titel für ihr Album bekannt. Dies sei eine Anlehnung an Kanye Wests Studioalbum Yeezus, da sie für diesen großen Respekt empfände. Außerdem verkündete sie den 5. Mai 2014 als Erscheinungsdatum des Albums in Großbritannien.

## Titelliste
1. Sheezus – 3:54[6]
2. L8 CMMR – 3:24
3. Air Balloon – 3:28
4. Our Time – 4:19
5. Insincerely Yours – 3:39
6. Take My Place – 3:31
7. As Long As I Got You – 3:23
8. Close Your Eyes – 3:36
9. URL Badman – 3:39
10. Silver Spoon – 3:37
11. Life for Me – 4:00
12. Hard out Here – 3:31

### Andere Versionen
- Bei der Deluxe-Version gibt es folgende Bonustracks:[7]
  - Wind Your Neck In – 3:19
  - Who Do You Love? – 3:26
  - Miserable Without Your Love – 3:23
  - Holding On to Nothing – 2:59
  - Somewhere Only We Know – 3:28

## Singleauskopplungen
Hard out Here wurde als Leadsingle für das Album gewählt und erschien am 17. November 2013 weltweit, im deutschsprachigen Raum am 17. Januar 2014.
Die Premiere der zweiten Single, Air Balloon, fand am 13. Januar 2014 auf BBC1 statt. Die Erstveröffentlichung ereignete sich am 31. Januar 2014.
Die dritte Auskopplung Our Time wurde samt Musikvideo am 10. März 2014 veröffentlicht.
Am 26. Mai 2014 kündigte die Sängerin URL Badman als vierte Single des Albums an, welche am 13. Juli 2014 erschien, kurz darauf gefolgt von As Long As I Got You.
Promosingles
Am 23. April 2014 wurde das Musikvideo zur Promotion-Single Sheezus ins Internet gestellt.
Der Titelträger des Albums wurde allerdings nicht als offizielle Single veröffentlicht, Grund dafür sei das Wort Periode, welches sich in der zweiten Strophe des Textes befindet.

## Kommerzieller Erfolg

### Chartplatzierungen
| ChartsChartplatzierungen       | Höchstplatzierung | Wochen |
| ------------------------------ | ----------------- | ------ |
| Deutschland (GfK)              | 20 (2 Wo.)        | 2      |
| Österreich (Ö3)                | 23 (2 Wo.)        | 2      |
| Schweiz (IFPI)                 | 16 (5 Wo.)        | 5      |
| Vereinigte Staaten (Billboard) | 12 (4 Wo.)        | 4      |
| Vereinigtes Königreich (OCC)   | 1 (16 Wo.)        | 16     |

| ChartsJahrescharts (2014)    | Platzierung |
| ---------------------------- | ----------- |
| Vereinigtes Königreich (OCC) | 78          |

### Auszeichnungen für Musikverkäufe
| Land/Region                  | Auszeichnungen für Musikverkäufe (Land/Region, Auszeichnung, Verkäufe) | Verkäufe |
| ---------------------------- | ---------------------------------------------------------------------- | -------- |
| Neuseeland (RMNZ)            | Gold                                                                   | 7.500    |
| Ungarn (MAHASZ)              | Gold                                                                   | 2.000    |
| Vereinigtes Königreich (BPI) | Gold                                                                   | 100.000  |
| Insgesamt                    | 3× Gold ·                                                              | 109.500  |